# Dieter Koslar
Dieter Maximilian Koslar (Colônia, 6 de maio de 1940 — Colônia, 13 de agosto de 2002) foi um ciclista alemão que representou a Alemanha Ocidental em duas provas nos Jogos Olímpicos de 1968, na Cidade do México.